# Bon-Encontre
Bon-Encontre är en kommun i departementet Lot-et-Garonne i regionen Nouvelle-Aquitaine i sydvästra Frankrike. Kommunen ligger i kantonen Agen-Sud-Est som tillhör arrondissementet Agen. År 2022 hade Bon-Encontre 6 386 invånare.

## Befolkningsutveckling
Antalet invånare i kommunen Bon-Encontre
| Referens: INSEE |